# Comportar-se com adults
Comportar-se com adults (originalment en grec, Ενήλικοι στην αίθουσα) és una pel·lícula francogrega del 2019 dirigida per Costa-Gavras. Es basa en el llibre Adults in the Room de Ianis Varufakis sobre el rescat grec del 2015. És el primer llargmetratge de Gavras que es va rodar a Grècia. La versió doblada al català es va estrenar el 14 de maig de 2022 al canal La 2.

## Sinopsi
L'any 2015, després de la victòria de Síriza a les eleccions legislatives gregues de gener de 2015, el ministre grec de Finances, Ianis Varufakis, rep l'encàrrec del primer ministre Alexis Tsipras de negociar un nou acord sobre el memoràndum d'entesa signat per l'anterior govern amb la Troika per evitar una nova crisi de deute. No obstant això, al llarg de les successives reunions de l'Eurogrup, les propostes de Varufakis només reben negatives rotundes de la Troika. Amb les constants amenaces de la institució europea d'una expulsió de Grècia de la zona euro si no es compleixen les seves demandes, el primer ministre grec es veu obligat a signar el memoràndum, anant en contra del 62% de la població que va rebutjar el rescat al referèndum sobre l'economia grega del 2015. Aleshores, Ianis Varufakis va dimitir, cinc mesos després de prendre el càrrec.

## Repartiment
- Chrístos Loúlis: Ianis Varufakis[4]
- Alexandros Bourdoúmis: Alexis Tsipras[4]
- Ulrich Tukur: Wolfgang Schäuble[4]
- Daan Schuurmans: Jeroen Dijsselbloem[4]
- Dimítris Tárloou: Euclid Tsakalotos
- Josiane Pinson: Christine Lagarde
- Valeria Golino: Danae Stratou
- Aurélien Recoing: Pierre Moscovici
- Vincent Nemeth: Michel Sapin
- Francesco Acquaroli: Mario Draghi
- George Lenz: cap de la Troika
- Philip Schurer: George Osborne
- Damien Mougin: Emmanuel Macron
- Alexandros Logothétis: Mános
- Chrístos Stérgioglou: Sákis
- Cornelius Obonya: Wims
- Thános Tokákis: Yórgos
- María Protópappa: Elena
- Thémis Pánou: Siágas
- Kostas Antalopoulos: contacte de premsa de Wolfgang Schäuble
- Skyrah Archer: secretari de l'Eurogrup
- Marina Argyropolo: Fenia
- Georges Corraface: ambaixador de Gèrcia a França
- Giannis Dalianis
- Adrian Frieling: ministre de Finances de Lituània

## Estrena
La pel·lícula va ser seleccionada per projectar-se fora de competició al 76è Festival Internacional de Cinema de Venècia.